# Lawrence Joseph Shehan
Lawrence Joseph Shehan (Baltimora, 18 marzo 1898 – Baltimora, 26 agosto 1984) è stato un cardinale e arcivescovo cattolico statunitense.

## Biografia
Lawrence Joseph Shehan nacque a Baltimora il 18 marzo 1898, figlio di Thomas Patrick Shehan e di Anastasia Dames Schofield.
Egli compì i propri studi al Saint Charles College di Ellicott City nel Maryland per poi passare al Saint Mary's Seminary di Baltimora, perfezionandosi al Pontificio Ateneo Urbaniano "De Propaganda Fide" di Roma.
Ordinato sacerdote il 22 dicembre 1922 a Roma per mano di Giuseppe Palica, arcivescovo titolare di Filippi, vicegerente della diocesi di Roma. Poco dopo la sua ordinazione, venne nominato ministro nell'arcidiocesi di Baltimora ove rimase dal 1923 al 1939 per poi passare all'arcidiocesi di Washington sempre come sacerdote dal 1939 al 1947. Assistente del direttore della Carità Cattolica a Washington dal 1929 al 1936 venne promosso al rango di ciambellano privato di Sua Santità il 17 maggio 1939. Dal 1936 al 1945 fu direttore della Carità Cattolica di Washington.
Eletto vescovo titolare di Lidda e nominato vescovo ausiliare di Baltimora e Washington dal 17 novembre 1945, venne consacrato il 12 dicembre di quell'anno nella chiesa di San Patrizio a Washington da Amleto Giovanni Cicognani, arcivescovo titolare di Laodicea di Frigia, delegato apostolico negli Stati Uniti, assistito da Peter Leo Ireton, vescovo di Richmond, e da John Michael McNamara, vescovo titolare di Eumenia e ausiliare di Baltimora e Washington. Nominato vescovo ausiliare di Baltimora quando la sede si separò da quella di Washington il 15 marzo 1947, divenne vicario generale della diocesi dal 25 febbraio 1948. Trasferito alla sede di Bridgeport dal 25 agosto 1953, venne promosso arcivescovo titolare di Nicopoli al Nesto e nominato coadiutore a Baltimora con diritto di successione dal 29 settembre 1961. Venne nominato quindi arcivescovo di Baltimora l'8 dicembre 1961, prendendo poi parte al Concilio Vaticano II negli anni 1962-1965.
Creato cardinale presbitero nel concistorio del 22 febbraio 1965, il 25 febbraio di quell'anno ricevette la berretta cardinalizia ed il titolo di San Clemente. Egli celebrò la prima assemblea ordinaria del Sinodo dei Vescovi in Vaticano dal 29 settembre al 29 ottobre 1967. Presidente della Commissione Centrale per il Congresso Eucaristico Internazionale. Legato pontificio al 40º congresso eucaristico di Melbourne il 25 gennaio 1973, il 2 aprile dell'anno successivo rinunciò ai propri incarichi amministrativi. Non poté partecipare ai conclavi del 1978 perché escluso per raggiunti limiti di età.
Morì il 26 agosto 1984 per complicazioni sopraggiunte. Venne sepolto nella cattedrale metropolitana di Maria Nostra Regina a Baltimora.

## Genealogia episcopale e successione apostolica
La genealogia episcopale è:
- Cardinale Scipione Rebiba
- Cardinale Giulio Antonio Santori
- Cardinale Girolamo Bernerio, O.P.
- Arcivescovo Galeazzo Sanvitale
- Cardinale Ludovico Ludovisi
- Cardinale Luigi Caetani
- Cardinale Ulderico Carpegna
- Cardinale Paluzzo Paluzzi Altieri degli Albertoni
- Papa Benedetto XIII
- Papa Benedetto XIV
- Papa Clemente XIII
- Cardinale Marcantonio Colonna
- Cardinale Giacinto Sigismondo Gerdil, B.
- Cardinale Giulio Maria della Somaglia
- Cardinale Carlo Odescalchi, S.I.
- Cardinale Costantino Patrizi Naro
- Cardinale Lucido Maria Parocchi
- Papa Pio X
- Cardinale Gaetano De Lai
- Cardinale Raffaele Carlo Rossi, O.C.D.
- Cardinale Amleto Giovanni Cicognani
- Cardinale Lawrence Joseph Shehan

La successione apostolica è:
- Vescovo Bernardo José Nolker, C.SS.R. (1963)
- Vescovo Nicholas D'Antonio Salza, O.F.M. (1966)
- Vescovo Thomas Joseph Mardaga (1967)
- Vescovo Francis Joseph Gossman (1968)